# Élection présidentielle guatémaltèque de 1904

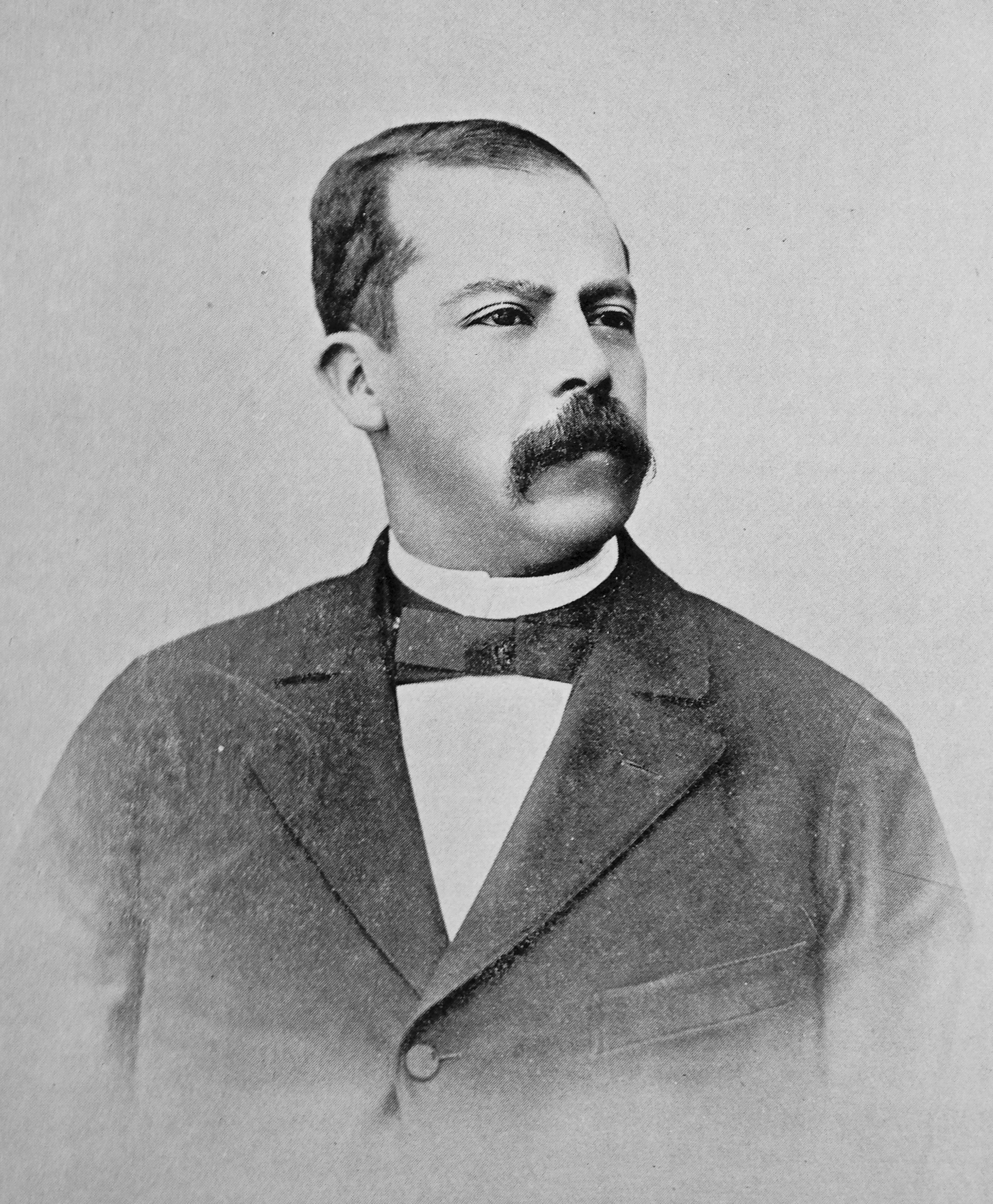
Photo de Manuel José Estrada Cabrera, président du Guatemala entre 1898 et 1920, réélu à l'occasion des élections présidentielles de 1904.

Une élection présidentielle s'est tenue au Guatemala en juillet 1904. Manuel José Estrada Cabrera est élu président. Il commence son mandat le 15 mars 1905.

## Résultat
| Candidate                        | Party                     | Votes   | %     |
| -------------------------------- | ------------------------- | ------- | ----- |
| Manuel José Estrada Cabrera      | Parti libéral             | 548 830 | 99,99 |
| Manuel Lisandro Barillas Bercián | Parti libéral             | 3       | 0,01  |
| Votes invalides et blancs        | Votes invalides et blancs |         | -     |
| Total votes                      | Total votes               | 548 833 | 100   |

### Source
- (en) Cet article est partiellement ou en totalité issu de l’article de Wikipédia en anglais intitulé « Guatemalan presidential election, 1904 » (voir la liste des auteurs).